# Стрелков, Спиридон Михайлович
Спиридон Михайлович Стрелков (1917—1945) — старший сержант Рабоче-крестьянской Красной Армии, участник Великой Отечественной войны, Герой Советского Союза (1945).

## Биография
Спиридон Стрелков родился 8 ноября 1917 года в селе Зура (ныне — Игринский район Удмуртии). Окончил 6 классов школы, работал в колхозе конюхом, затем прицепщиком на тракторе. В 1938 году Стрелков был призван на службу в Рабоче-крестьянскую Красную Армию. С февраля 1944 года — на фронтах Великой Отечественной войны. В боях был ранен.
К июню 1944 года сержант Спиридон Стрелков командовал пулемётным отделением 774-го стрелкового полка 222-й стрелковой дивизии 33-й армии 3-го Белорусского фронта. Отличился во время освобождения Белорусской ССР. 23 июня 1944 года расчёт Стрелкова одним из первых переправился через реку Проня в районе деревни Головичи Могилёвской области и принял активное участие в боях за захват и удержание плацдарма на её берегу. Стрелков лично подорвал немецкий дзот. Во время отражения немецкой контратаки Стрелков, оставшись единственный в строю из всего расчёта, вёл огонь по противнику. 7 июля 1944 года в боях на реке Свислочь в районе деревни Мацевичи Минского района Стрелков лично уничтожил 7 солдат и офицеров противника, ещё 18 взял в плен. 4 февраля 1945 года он погиб в бою под Франкфуртом-на-Одере. Похоронен в населённом пункте Аурит, коммуна Цильтендорф, земля Бранденбург, Германия.
Указом Президиума Верховного Совета СССР от 24 марта 1945 года за «проявленное мужество и героизм» сержант Спиридон Стрелков посмертно был удостоен высокого звания Героя Советского Союза. Также был награждён орденами Ленина и Отечественной войны 2-й степени, медалью.
В честь Стрелкова названы улица и школа в его родном селе.